# Into Invisible Light
Into Invisible Light è un film del 2018 diretto da Sherlagh Carter e interpretato da Jennifer Dale.